# Fiumi di parole
Fiumi di parole (letterlijk: "Rivieren van woorden") is een nummer van het Italiaanse duo Jalisse, bestaande uit Alessandra Drusian en Fabio Ricci. Het lied werd geschreven door Drusian en Carmen Di Domenico, met muziek van Ricci. Het nummer won het Festival van Sanremo 1997 en vertegenwoordigde Italië op het Eurovisiesongfestival 1997 in Dublin.

## Achtergrond

### Ontstaan
Fiumi di parole is een dramatische ballad waarin de zangeres haar geliefde aanspreekt. Ze stelt dat er "rivieren van woorden" tussen hen in zijn komen te staan en dat ze hem niet meer begrijpt. Ze voelt dat ze zijn respect verliest, maar biedt hem toch haar hart aan, in de hoop op verzoening.
Naast de originele Italiaanse versie nam Jalisse ook een Spaanse versie op, getiteld Ríos de palabras.

### Sanremo
Tussen 18 en 22 februari 1997 nam Jalisse met Fiumi di parole deel aan de 47e editie van het Festival van Sanremo. Ze wonnen de competitie in de categorie "Big Artists". Omdat de winnaar van Sanremo dat jaar ook werd aangewezen als Italiaanse inzending voor het Eurovisiesongfestival, mochten Jalisse Italië vertegenwoordigen in Dublin.

### Eurovisiesongfestival
Op 3 mei 1997 trad Italië als negende op in de finale van het Eurovisiesongfestival 1997, tussen Nederland en Spanje in. Het orkest werd bij de Italiaanse bijdrage gedirigeerd door Lucio Fabbri.
Aan het einde van de puntentelling had Fiumi di parole 114 punten verzameld, goed voor een vierde plaats van de 25 deelnemers. Na deze editie trok de Italiaanse omroep RAI zich terug uit het festival en keerde pas in 2011 weer terug met Madness of love van Raphael Gualazzi.